# Claire Démar
Claire Démar (født 1799, død 3. august 1833) var en fransk feministisk journalist og forfatter og medlem af den saintsimonistiske bevægelse. Hendes forfatterskabs avant-gardistiske karakter har medvirket til hendes aktuelle anerkendelse.
Intet er kendt om Démars tidlige år og fødeåret 1799 er usikkert. Hertil kommer at hendes rigtige navn måske var Émilie d'Eymard, da det var sådan hun underskrev sine tidligste breve. Ifølge en hypotese var hun datter af komponisten Sébastien Démar.
Hun var en af de mest militante kvinder i den saintsimonistiske bevægelse, på det tidspunkt hvor den nærmest havde udviklet sig til en religion. Lige før sin død udgav hun "Appel fra en kvinde til folket om kvindens frigørelse", hvor hun kræver, at den franske rettighedserklæring også skulle gælde for kvinder. Hun kaldte også ægteskabet for lovlig prostitution. Hun var med i feministiske tidsskrifter, som det var blevet muligt at starte efter 1830.
Démar tog sit eget liv (sammen med sin elsker Perret Desessarts) efter at være endt i dyb fattigdom, og i fortvivlelse over den feministiske sag.

## Udgivelser
- Claire Demar Appel d’une femme au peuple sur l’affranchissement de la femme,1833, Valentin Pelosse, 2001. (ISBN 2226125817)
- Claire Demar,  Ma Loi d’avenir posthumously in  La Tribune des femmes, Suzanne Voilquin, Paris, 1834.
- Claire Demar (and Perret Desessarts), letters to Charles Lambert (3 August 1833), autographs stored at the Arsenal, Mss 7714, farewell letters written some hours before the suicide of the two lovers.